# 戴建国
戴建国（1958年12月—），江苏灌云人。应急管理部森林消防局政治委员，消防救援副总监衔。1976年12月加入中国人民解放军，1978年9月加入中国共产党。

## 经历
戴建国早年在中国人民解放军陆军第二十七集团军服役，后转入中国人民武装警察部队，历任中国人民武装警察部队贵州省总队政治委员，武警少將、中国人民武装警察部队浙江省总队政治委员、中国人民武装警察部队森林指挥部政治委员。
2018年，戴建国转任应急管理部森林消防局政治委员。2018年11月，国务院授予其消防救援副总监衔。2019年11月退休  